# Pascual Arze y Zelarayán
El canónigo Pascual Arze y Zelarayán (Río Chico, Tucumán, Provincias Unidas del Río de la Plata, 1815 - Salta, Argentina, 4 de junio de 1885), con frecuencia mencionado erróneamente como Pascual Arce y Zelarrayán, fue un sacerdote y educador tucumano que fundó el pueblo El Piquete o Piquete Cabado, en el departamento de Anta, provincia de Salta.

## Biografía

### Familia
Nació en la estancia familiar de Yucucu, jurisdicción del Curato de Río Chico, Tucumán, en el año 1815.
Integrante de una importante familia tucumana, fue tataranieto de Ygnacio de Çelayarán y Ugarte.
Sus padres fueron María del Tránsito Zelarayán y Díaz Lastra, y del coronel catamarqueño Juan Ignacio de Arce y Vega. Su hermana Juana Josefa Arce y Zelarayán contrajo matrimonio con Pedro Antonio Juárez Gutiérrez (primo hermano del general Celedonio Gutiérrez), y fueron los abuelos maternos de Monseñor Gregorio Romero, sexto Obispo de Salta.

### Educación y actividad eclesiástica

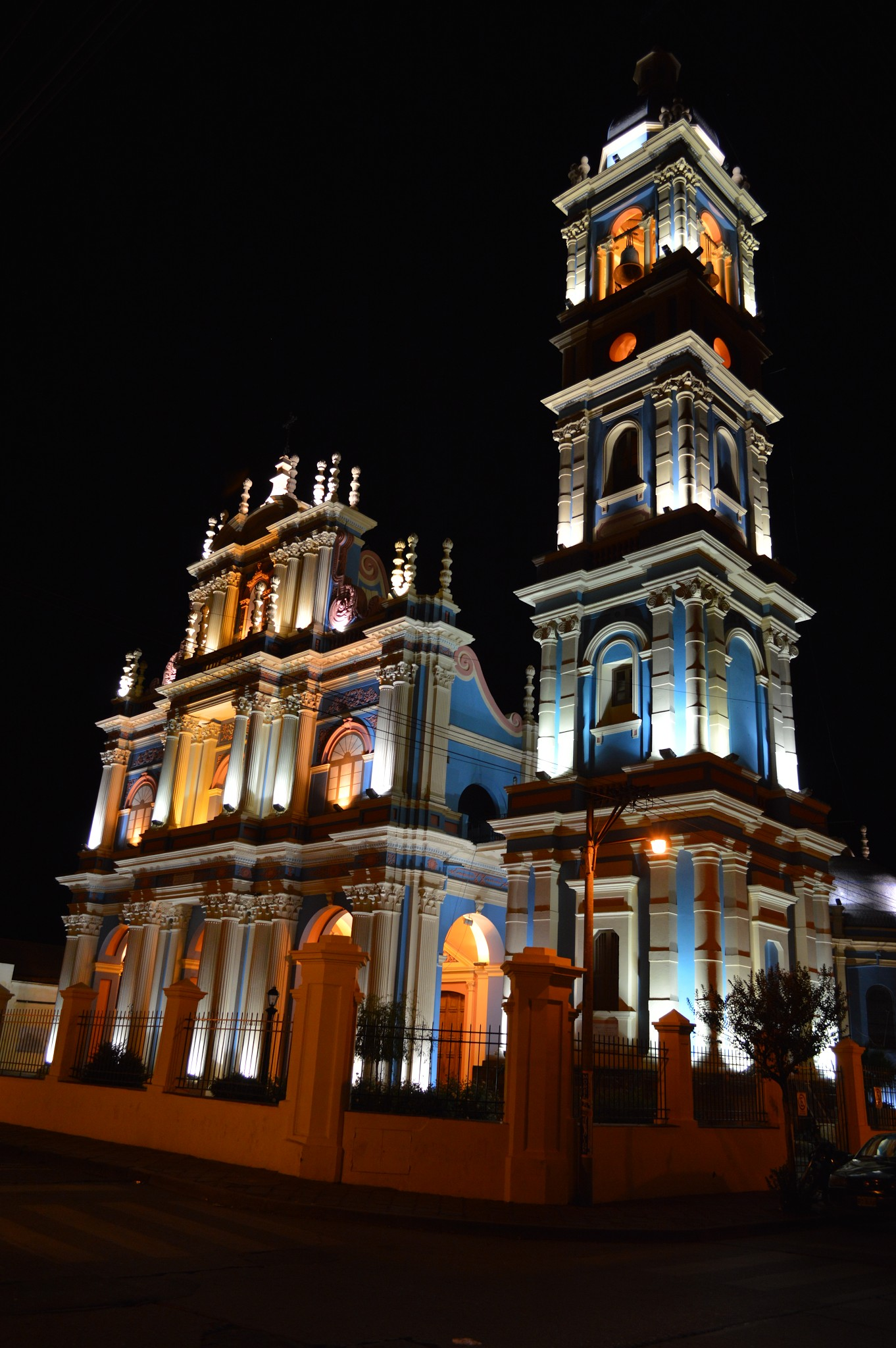
El Dr. Pascual Arce y Zelarayán fue Cura Párroco de la iglesia de La Viña.

Se ordenó sacerdote en San Juan y se graduó de Doctor en Cánones y Sagrada Teología en la Universidad de Córdoba. En 1841, retornó a Tucumán, donde su primo, el gobernador Celedonio Gutiérrez lo ayudó a abrir la primera escuela primaria privada y gratuita de su provincia. Esto le valió una felicitación de Juan Manuel de Rosas.
Después pasó a Salta, donde, con rentas de una capellanía, abrió también una escuela pública gratuita, que más tarde fue oficializada por el gobierno, renunciando a sueldos; instaló en su domicilio un seminario, agregándole enseguida una cátedra de latín y otra de filosofía, en colaboración con Luis Beltrán Alfaro.
En esta época comienza a actuar como notario de la curia. Tuvo correspondencia con el general Urquiza para moverlo a iniciar relaciones con la Santa Sede.

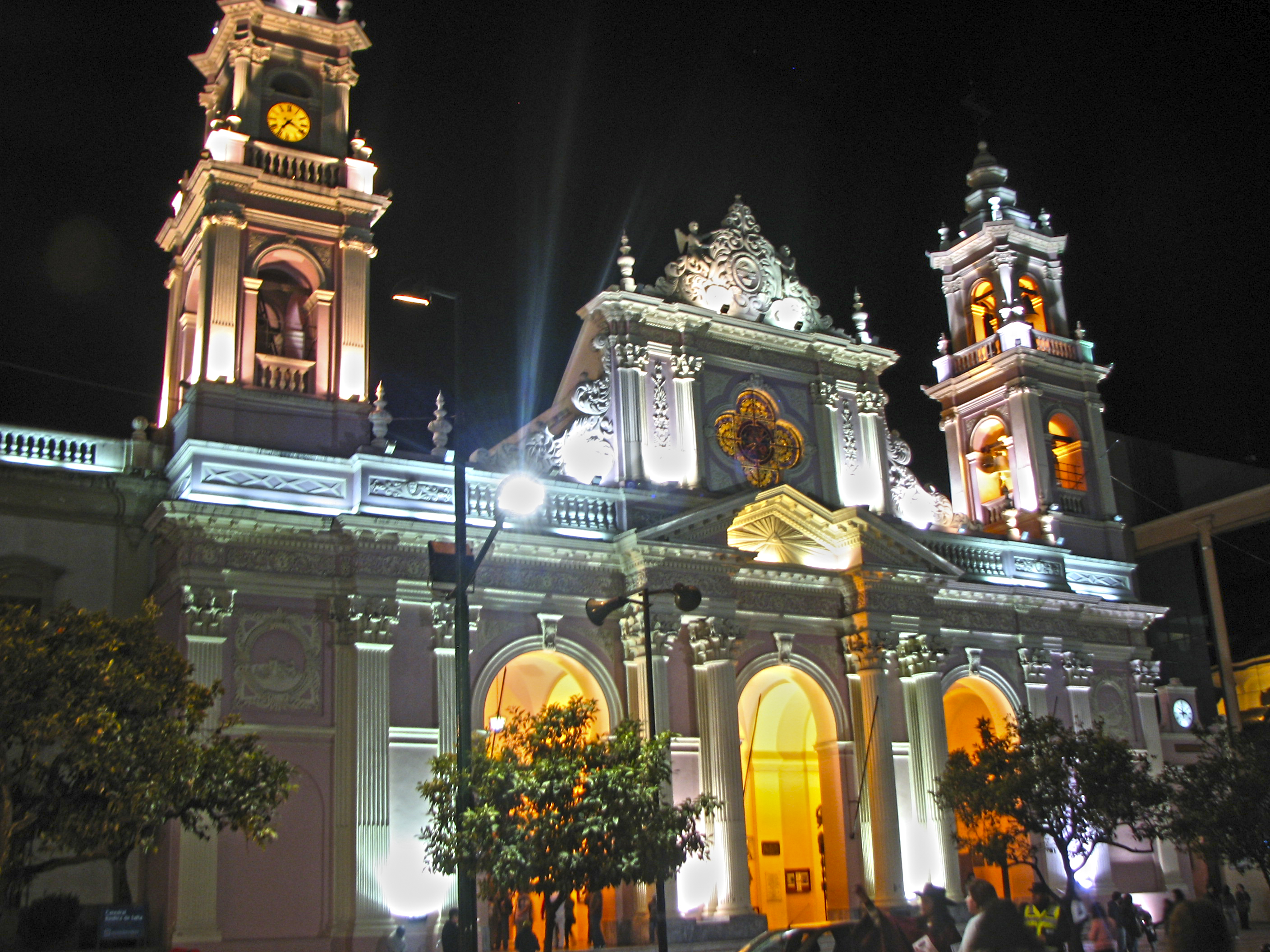
El Pbro. Dr. Pascual Arce y Zelarayán fue canónigo y arcedián de la Catedral de Salta. Aquí pronunció el sermón patriótico el 9 de julio de 1853.

Fue designado en 1852 canónigo de la Catedral por el obispo Colombres. Patricio de altos méritos, pronunció una oración patriótica en la Catedral de Salta, exaltando la jura de la Constitución nacional de 1853 el día 9 de julio de ese año. Ocupó poco después una banca en la sala de representantes pero en actuación fugaz, dedicándose casi por entero a su ministerio: fue fiscal eclesiástico, arcedián de la catedral, capellán y profesor ad-honorem del colegio de educandos, capellán ad-honorem también del monasterio carmelitano, profesor de latinidad y humanidades en el colegio franciscano de San Diego y catedrático del seminario conciliar. Párroco y benefactor de la iglesia de Nuestra Señora de la Candelaria de La Viña, propulsó la erección del nuevo templo.

### El "Entredicho" y el "Conflicto de las campanas"
En 1864, el gobernador de Salta, Cleto Aguirre deseaba deshacerse de un opositor político, el sacerdote Sixto Sáez, de Rosario de Lerma, y lo desplazó, acusándolo de indignidad, según la fórmula "quia nominos leo"  (la ley del más fuerte). 
El obispo de esa diócesis, Buenaventura Rizo Patrón mandó que la conducta del cura sea examinada por un tribunal, expidiéndose este que no había culpa alguna en el clérigo; con este dictamen en su poder, el prelado pidió que se levantase toda medida en contra de la iglesia. 
Aguirre hizo caso omiso al pedido, y el diocesano le aplicó una figura del derecho canónico, llamada "entredicho" que consiste en la prohibición a los fieles a la asistencia a los oficios divinos, la recepción de algunos sacramentos y la sepultura cristiana. Se diferencia de la excomunión en que el afectado no es expulsado de la sociedad cristiana, aunque en ambos casos los actos religiosos prohibidos son los mismos. 
Además ordenó que todas las campanas de la ciudad de Salta tocaran a duelo en determinados momentos del día. El gobernador reaccionó airadamente, reglamentando rigurosamente el toque de campanas a través de una Legislatura adicta. La Iglesia echaba a volar los sones de las campanas llamando a misa, a la hora del Angelus, para las procesiones y para que se invoque por el alma de algún vecino. Por decreto se ordenó que los repiques no durasen más de cinco minutos; los de dobles para anunciar la muerte de feligreses, dos minutos; los de otras distribuciones cinco minutos.  
El Obispo se negó a notificarse del decreto, y la curia hizo caso omiso a la legislación en cuestión, desatándose como consecuencia una verdadera caza de clérigos y allegados, siendo apresados Luis Beltrán Alfaro, Pascual Arze y Zelarayán, el sacerdote Francisco Castro; la Madre Superiora y dos monjas pertenecientes al Colegio de las Educandas (hoy Colegio de Jesús) y el sacristán de la Catedral de apellido Toledo. Algunos de ellos incluso fueron maltratados. 
El 15 de diciembre de 1866, Risso Patrón desde la ciudad de Tinogasta, levantó el "entredicho" decretado en octubre de 1864. Este episodio pasó a la historia como "El Conflicto de las Campanas".

### Historiador, misionero y bibliófilo
Fue un apasionado por la historia. Tenía una soberbia colección de manuscritos del pasado. Sobre estos temas se carteó con historiadores como Mitre y Trelles. Colaboró con ellos y con otros en muchas investigaciones.
Recorrió como misionero las provincias del noroeste, y fundó el pueblo Piquete Cabado, en el departamento de Anta, provincia de Salta.  Integró la comisión de la Biblioteca Pública de Salta y propició la instalación de un teatro.